# Aleuroplatus tsimananensis
Aleuroplatus tsimananensis là một loài côn trùng cánh nửa trong họ Aleyrodidae, phân họ Aleyrodinae.
Aleuroplatus tsimananensis được Takahashi miêu tả khoa học đầu tiên năm 1955.